# زبیر مانسیدور
زبیر مانسیدور (انگلیسی: Xabier Mancisidor؛ زادهٔ ۲۴ مهٔ ۱۹۷۰) بازیکن فوتبال اهل اسپانیا است.
از باشگاه‌هایی که در آن بازی کرده‌است می‌توان به باشگاه ورزشی رئال مایورکا و باشگاه فوتبال دپورتیوو آلاوس اشاره کرد.